# Tučín
Tučín (en allemand : Tutschin) est une commune du district de Přerov, dans la région d'Olomouc, en République tchèque. Sa population s'élevait à 435 habitants en 2020.

## Géographie
Tučín se trouve à 4,5 km à l'est du centre de Přerov, à 46,5 km au sud-est d'Olomouc et à 233 km à l'est-sud-est de Prague.
La commune est limitée par Radslavice au nord, par Pavlovice u Přerova à l'est, par Podolí et Želatovice au sud, et par Přerov à l'ouest.

## Histoire
La première mention écrite de la localité date de 1351.

## Transports
Par la route, Tučín se trouve à 6 km du centre de Přerov, à 31 km d'Olomouc et à 292 km de Prague.